# Sint-Michaëlkerk (Fulda)
De Sint-Michaëlkerk (Duits: Michaelskirche) in de Hessische stad Fulda werd in de jaren 820-822 in préromaanse, Karolingische stijl gebouwd in opdracht van abt Eigil. De kerk wordt beschouwd als de oudste Heilig Grafkerk van het land en wordt gerekend tot de meest belangrijke sacrale bouwwerken van Duitsland.
De architect van de kerk was waarschijnlijk de monnik Racholf († 824). Op 15 januari 822 werd het godshuis door aartsbisschop Haistulf aan de aartsengel Michaël gewijd. De Sint-Michaëlkerk diende als de begrafeniskapel van het in 744 gestichte klooster van Fulda, een van de culturele centra in de vroege middeleeuwen. Ook de abt Eigil werd hier begraven.
De rotonde en de crypte dateren van de bouwperiode. In de 10e en 11e eeuw werd de kerk na grotendeelse verwoesting vergroot. De rotonde werd tot de vorm van een kruis verbouwd en een westelijke toren werd aangebouwd. In de tweede helft van de 12e eeuw kreeg de toren een verdieping voor de klokken en in 1618 werd de toren boven de rotonde verhoogd en voorzien van een karakteristieke kegelvormige spits. De Rochuskapel werd in de jaren 1715-1716 aan de noordzijde van de kerk toegevoegd.
De Sint-Michaëlkerk staat in de buurt van de dom van Fulda